# سماعة إلغاء الضجيج

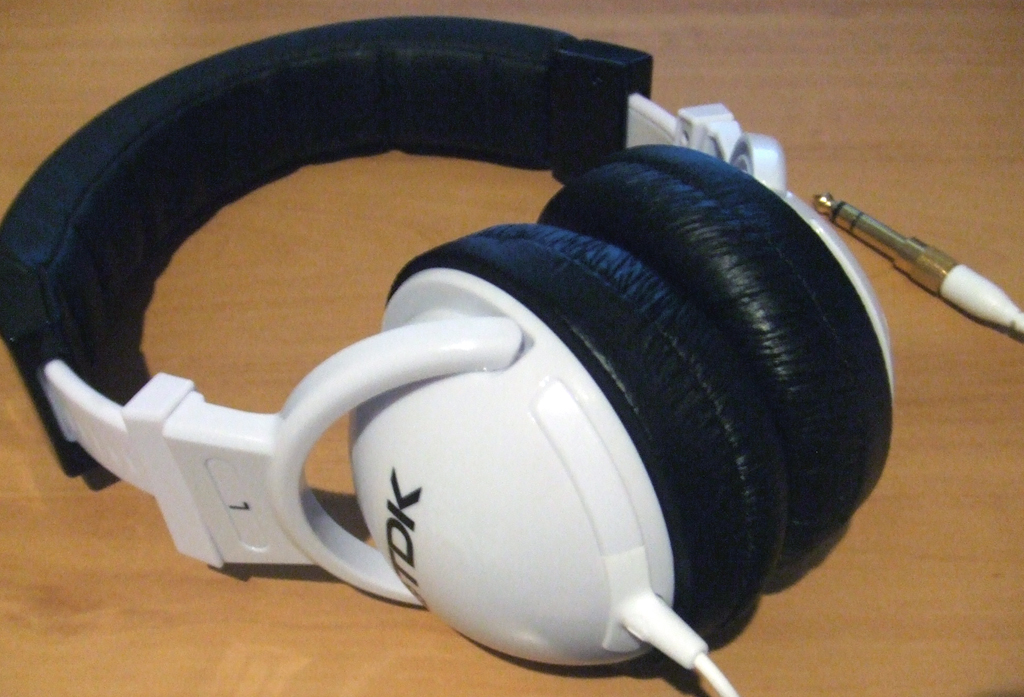
سماعة إلغاء الضجيج نوع TDK ST-200، تطوق سماعات الرأس أذن مرتديها تمامًا.

سماعة إلغاء الضجيج (بالإنجليزية: Noise-cancelling headphones)‏ هي سماعات رأس عازلة بشكل شبه كامل عن المحيط الخارجي، تعمل على تقليل الأصوات المحيطة غير المرغوب فيها باستخدام تقنيات عزل الصوت ودارة إلغاء الضجيج، أول شركة قامت بعمل أبحاث وقامت بإنتاج مثل هذه السماعة هي شركة بوز الأمريكية وسميت هذه التقنية بإلغاء الضجيج السمعي .

## مبدأ عملها
1. نظريا: عند ارتداء سماعات الرأس مع ميزة إلغاء الضجيج يعمل ميكروفون موجودة في السماعة على التقاط الصوت المحيط سواء كان ضجيج أو غيره، وإعادة بثه للأذنين بنفس الشدة ولكن بمطال معاكس لها بقدر 180 درجة، مبدأ هذه التكنولوجيا يعتمد على أن موجتين صوتيتان لهما نفس الشدة ومتعاكستان بالاتجاه محصلتهما صفر.
2. علميا: لدينا إشارة جيبية إذا قمنا بعكس هذه الإشارة وجمعها مع الإشارة الاصليه سوف يكون مجموع الإشارتين هو صفر، مثل أن نقول 1 + (- 1) = 0

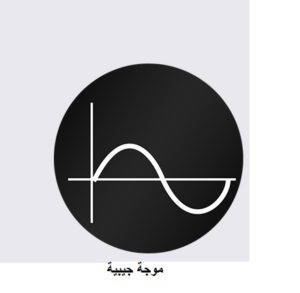
إشارة جيبية.

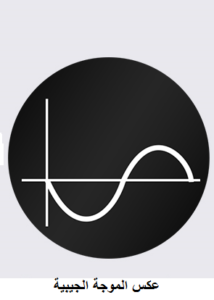
عكس الموجة الجيبية

عند انتشار الصوت في الهواء يحصل اهتزاز لجزيئات الهواء، حيث تتم عملية حدوث موجات ينتقل عبرها الصوت، هذه الموجات هي عبارة عن مجموعة من انضغاط وتخلخل لجزيئات الهواء، ان مبدأ عمل سماعة إلغاء الضجيج هو توليد موجات صوتية معاكسة للموجة الأصلية، يُدعى بالتداخل الهدام، بعد ان تتداخل عكسياً مع الموجة الاصلية تعدمها.

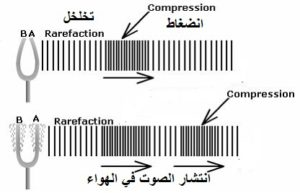
انتشار الصوت.

## أنواعها
- النوع الخامل:هذا النوع يقوم يساعد على تخفيف الضجيج الخارجي ويُسمى بسماعات تخفيف الضجيج، أو سماعات عزل الضجيج، تعزل الأذن عن المحيط الخارجي، بحيث تطبق السماعة بإحكام على الأذن، وتصنع المادة العازلة من مادة لزجة ذات مرونة معينة التي تعزل بشكل محكم بكلا الأذنين وهي ناعمة على الجلد.
- النوع الفعال:هذا النوع بحاجة إلى مصدر طاقة كهربائية للعمل، وإلا تتحول إلى سماعة عادية، وهذه السماعة تحتوي على ميكرفون مهمته التقاط الضجيج الخارجي، بعد ذلك تقوم الدارة المسؤولة عن إلغاء الضجيج بعكس إشارة الأصوات الخارجية الملتقطة وإعادة بثها داخل السماعة، وعند دخول الأصوات الخارجية إلى السماعة يصبح لدينا إشارتان متماثلتين ومتعاكستان تلغيان بعضهما البعض، ولا يبقى داخل الأذن إلا الصوت الذي تأخذه السماعة من المصدر الصوتي من هاتف محمول، مُشغل إم بي 3، مسجل … وتكون الإشارة صافية جدا لا يشوبها الضجيج الخارجي.[3]

### في المجالات
- الضجيج
- ضجيج بيئي
- الحد الأدنى للضجيج
- ضجيج طائرات
- ضجيج مزيف
- ضجيج صناعي
- ضجيج (إلكترونيات)
- ضجيج حراري